# Lemat Barbălata
Lemat Barbălata – twierdzenie analizy matematycznej udowodnione w 1959 przez Ioana Barbălata, które mówi, że jeżeli funkcja
{\displaystyle f\colon [a,\infty )\to \mathbb {R} }
jest jednostajnie ciągła oraz całka niewłaściwa
{\displaystyle I=\int \limits _{a}^{\infty }f(\tau )\,\mathrm {d} \tau }
istnieje i jest skończona, to
{\displaystyle \lim _{t\to \infty }f(t)=0}.

## Dowód
Rozumując nie wprost: niech {\displaystyle f(t)} nie zbiega do {\displaystyle 0,} gdy {\displaystyle t\to \infty .} Oznacza to, że dla pewnego {\displaystyle \varepsilon _{0}>0} oraz wszelkich {\displaystyle n>0} istnieje takie {\displaystyle t_{n}>n,} że
{\displaystyle {\Big |}f(t_{n}){\Big |}\geqslant \varepsilon _{0}.}
Niech {\displaystyle \delta } będzie liczbą odpowiadającą {\displaystyle {\frac {\varepsilon _{0}}{2}}} w definicji jednostajnej ciągłości, którą spełnia z założenia {\displaystyle f.} Oznacza to, że
{\displaystyle {\Big |}f(t)-f(t_{n}){\Big |}\leqslant {\frac {\varepsilon _{0}}{2}},}
o ile tylko
{\displaystyle |t-t_{n}|<\delta .}
Stąd dla wszelkich {\displaystyle t\in [t_{n},t_{n}+\delta ]} zachodzi
|  |  | {\displaystyle {\begin{aligned}{\Big \|}f(t){\Big \|}&={\Big \|}f(t_{n})-{\big (}f(t_{n})-f(t){\big )}{\Big \|}\\&\geqslant {\Big \|}f(t_{n}){\Big \|}-{\Big \|}f(t_{n})-f(t){\Big \|}\\&\geqslant {\Big \|}f(t_{n}){\Big \|}-{\frac {\varepsilon _{0}}{2}}\\&\geqslant \varepsilon _{0}-{\frac {\varepsilon _{0}}{2}}={\frac {\varepsilon _{0}}{2}},\end{aligned}}} |  | (1) |

co wobec dodatniości {\displaystyle \varepsilon _{0}} oznacza
|  |  | {\displaystyle {\Big \|}f(t){\Big \|}>0.} |  | (2) |

Z jednej strony więc
{\displaystyle {\begin{aligned}\left|\int \limits _{a}^{t_{n}+\delta }f(\tau )\,\mathrm {d} \tau -\int \limits _{a}^{t_{n}}f(\tau )\,\mathrm {d} \tau \right|&=\left|\int \limits _{t_{n}}^{t_{n}+\delta }f(\tau )\,\mathrm {d} \tau \right|\\&\ {\stackrel {(*)}{=}}\int \limits _{t_{n}}^{t_{n}+\delta }{\Big |}f(\tau ){\Big |}\,\mathrm {d} \tau \\&\ {\stackrel {(**)}{\geqslant }}\int \limits _{t_{n}}^{t_{n}+\delta }{\frac {\varepsilon _{0}}{2}}\,\mathrm {d} \tau \\&={\frac {\varepsilon _{0}}{2}}\cdot \delta >0,\end{aligned}}}
przy równość (*) wynika stąd, że funkcja {\displaystyle f(x)} w przedziale {\displaystyle [t_{n},t_{n}+\delta ]} nie zmienia znaku; gdyby bowiem zmieniała, to jako funkcja ciągła musiałaby, wbrew wykazanej zależności (2), osiągać w pewnym punkcie przedziału wartość 0 (zob. własność Darboux). Nierówność (**) wynika bezpośrednio z (1).
Z drugiej jednak strony,
{\displaystyle {\begin{aligned}&\lim _{n\to \infty }\left|\int \limits _{a}^{t_{n}+\delta }f(\tau )\,\mathrm {d} \tau -\int \limits _{a}^{t_{n}}f(\tau )\,\mathrm {d} \tau \right|\\[1ex]={}&\left|\lim _{n\to \infty }\int \limits _{a}^{t_{n}+\delta }f(\tau )\,\mathrm {d} \tau -\lim _{n\to \infty }\int \limits _{a}^{t_{n}}f(\tau )\,\mathrm {d} \tau \right|\\[1ex]={}&\left|\int \limits _{a}^{\infty }f(\tau )\,\mathrm {d} \tau -\int \limits _{a}^{\infty }f(\tau )\,\mathrm {d} \tau \right|\\[1ex]={}&|I-I|=0,\end{aligned}}}
co prowadzi do sprzeczności.

## Uogólnienie
G. Tao udowodnił, że teza lematu zachodzi także dla funkcji różniczkowalnych z przestrzeni {\displaystyle L_{2}([0,\infty )),} których pochodna należy do {\displaystyle L_{\infty }([0,\infty ))}.